# Фольмерсхайн
Фольмерсхайн (нем. Vollmershain) — община в Германии, в земле Тюрингия.
Входит в состав района Альтенбург. Подчиняется управлению Оберес Шпроттенталь. Население составляет 334 человека (на 31 декабря 2010 года). Занимает площадь 5,00 км².

## Население
| Год  | Численность | Численность |
| ---- | ----------- | ----------- |
| 2017 | 318         | [ 1 ]       |
| 2019 | 317         | [ 4 ]       |
| 2021 | 306         | [ 5 ]       |
| 2022 | 313         | [ 6 ]       |
| 2023 | 304         | [ 2 ]       |